# Campeonato Mundial de Ciclismo en Ruta de 1949
.

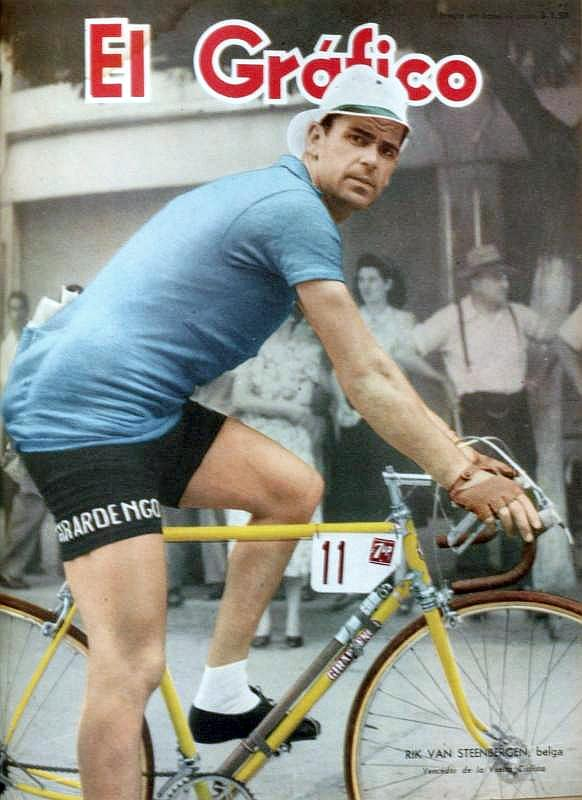
El campeón del mundo en la carrera en línea de profesionales: el belga Rik Van Steenbergen

Los Campeonatos del mundo de ciclismo en ruta de 1949 se celebró en la localidad danesa de Copenhague el 20 y 21 de agosto de 1949. 

## Resultados
| Evento                     | Oro                           | Oro        | Plata                 | Plata | Bronce                    | Bronce |
| -------------------------- | ----------------------------- | ---------- | --------------------- | ----- | ------------------------- | ------ |
| Pruebas masculinas         |                               |            |                       |       |                           |        |
| Hombres - carrera en línea | Rik van Steenbergen · Bélgica | 7h 34' 44" | Ferdi Kübler · Suiza  | m.t.  | Fausto Coppi · Italia     | m.t.   |
| Amateur - carrera en línea | Henk Faanhof · Países Bajos   | 4h 55' 42  | Henri Kass Luxemburgo | m.t.  | Hub Vinken · Países Bajos | + 22"  |